# قائمة ملكات الفرنجة
هذه قائمة النساء اللواتي عقيلة ملك للشعب الفرنجة. وجميع ملوك الفرنجة قد يقتضيه القانون والتقليد ليكون من الذكور، لم يكن هناك ملك حامل لقب الفرنجة (على الرغم من أن بعض النساء قد حكمت كأوصياء).

## ميروفنجيون(509-751)
الحالة الاجتماعية لبعض زوجات ملوك الفرنجة، وتعدد الزوجات كان يمارس.

### ملكة الفرنجة الساليون (حتى 509)
| صور | الإسم                     | الأب                                                                                        | الميلاد                                         | الزواج                                          | أصبح قرين                                       | توقفت عن أن تكون قرين                           | الوفاة                                          | الزوج          |
| --- | ------------------------- | ------------------------------------------------------------------------------------------- | ----------------------------------------------- | ----------------------------------------------- | ----------------------------------------------- | ----------------------------------------------- | ----------------------------------------------- | -------------- |
|     | باسينا تورينغن؟           | Questionable، said to be the mother of ميروفاش.                                             | Questionable، said to be the mother of ميروفاش. | Questionable، said to be the mother of ميروفاش. | Questionable، said to be the mother of ميروفاش. | Questionable، said to be the mother of ميروفاش. | Questionable، said to be the mother of ميروفاش. | كلوديون        |
|     | Hildegund of Colonia      | سيكامبريون                                                                                  | 399                                             | ؟                                               | ؟                                               | 448 وفاة الزوج                                  | 450                                             | كلوديون        |
|     | باسينا تورينغن            | Bكـin، King of the Thuringii                                                                | 445                                             | ؟                                               | ؟                                               | 481 وفاة الزوج                                  | 491                                             | شيلديريك الأول |
|     | Evochildis ("Of Cologne") | ؟ Princesa Franco-renana (Probably a Franco-Rhenish Princess; likely mother of Theuderic I) | 462                                             | 484                                             | 484                                             | ؟                                               | 510                                             | كلوفيس الأول   |
|     | كلوتيلد                   | Chilperic II of Burgundy                                                                    | 475                                             | 493                                             | 493                                             | 509 أصبحت ملكة كل الفرنجة                       | 545                                             | كلوفيس الأول   |
| صور | الإسم                     | الأب                                                                                        | الميلاد                                         | الزواج                                          | أصبح قرين                                       | توقفت عن أن تكون قرين                           | الوفاة                                          | الزوج          |

### ملكة لجميع الفرنجة (509-511)
| صور | الإسم   | الأب                     | الميلاد | الزواج | أصبح قرين               | توقفت عن أن تكون قرين    | الوفاة | الزوج        |
| --- | ------- | ------------------------ | ------- | ------ | ----------------------- | ------------------------ | ------ | ------------ |
|     | كلوتيلد | Chilperic II of Burgundy | 475     | 493    | 509 husband's كـcession | 27 نوفمبر 511 وفاة الزوج | 545    | كلوفيس الأول |
| صور | الإسم   | الأب                     | الميلاد | الزواج | أصبح قرين               | توقفت عن أن تكون قرين    | الوفاة | الزوج        |

#### ملكةسواسون(511-558)
| صور                    | الإسم                     | الأب                          | الميلاد    | الزواج   | أصبح قرين | توقفت عن أن تكون قرين                                                                 | الوفاة                      | الزوج        |
| ---------------------- | ------------------------- | ----------------------------- | ---------- | -------- | --------- | ------------------------------------------------------------------------------------- | --------------------------- | ------------ |
|                        | Guntheuc of Burgundy ‏     | Godomar of Burgundy ‏          | around 495 | بعد. 523 | بعد. 523  | 524/540                                                                               | 524/540                     | كلوتير الأول |
|                        | Radegund of Thuringia ‏    | Bertachar of Thuringia ‏       | 486-516    | 525/545  | 525/545   | بعد. 531 repudiated                                                                   | 13 أغسطس 586                | كلوتير الأول |
|                        | Ingund of Thuringia       | Baderic of Thuringia ‏         | 490-510    | 526/550  | 526/550   | غير معروف، ربما 546 أو بعد.                                                           | غير معروف، ربما 546 أو بعد. | كلوتير الأول |
|                        | Waldrada of the Lombards ‏ | واكو ملك اللومبارد (Lethings) | 521-542    | 555/559  | 555/559   | 555/61 given in marriage to غاريبالد الأول من بافاريا under the advice of the bishops | غير معروف، بعد. 526         | كلوتير الأول |
| أصبحت ملكات كل الفرنجة |                           |                               |            |          |           |                                                                                       |                             |              |
| صور                    | الإسم                     | الأب                          | الميلاد    | الزواج   | أصبح قرين | توقفت عن أن تكون قرين                                                                 | الوفاة                      | الزوج        |

#### ملكةباريس(511-558)
| صور                        | الإسم      | الأب | الميلاد | الزواج | أصبح قرين                         | توقفت عن أن تكون قرين    | الوفاة | الزوج           |
| -------------------------- | ---------- | ---- | ------- | ------ | --------------------------------- | ------------------------ | ------ | --------------- |
|                            | Ultrogotha | ؟    | 497     | ؟      | 27 نوفمبر 511 husband's accession | 23 ديسمبر 558 وفاة الزوج | 566    | شيلديبيرت الأول |
| Kingdom pكـsed to Soissons |            |      |         |        |                                   |                          |        |                 |
| صور                        | الإسم      | الأب | الميلاد | الزواج | أصبح قرين                         | توقفت عن أن تكون قرين    | الوفاة | الزوج           |

#### الملكة اورليان (511-524)
| صور                                           | الإسم                 | الأب                 | الميلاد | الزواج     | أصبح قرين  | توقفت عن أن تكون قرين   | الوفاة | الزوج          |
| --------------------------------------------- | --------------------- | -------------------- | ------- | ---------- | ---------- | ----------------------- | ------ | -------------- |
|                                               | Guntheuc of Burgundy ‏ | Godomar of Burgundy ‏ | 495     | 514 أو 521 | 514 أو 521 | 21 يونيو 524 وفاة الزوج | 532    | كلودومير الأول |
| Kingdom pكـsed to Soissons، Paris، and Rheims |                       |                      |         |            |            |                         |        |                |
| صور                                           | الإسم                 | الأب                 | الميلاد | الزواج     | أصبح قرين  | توقفت عن أن تكون قرين   | الوفاة | الزوج          |

#### ملكة ريمس (511-555)
| صور                        | الإسم                     | الأب                                | الميلاد    | الزواج | أصبح قرين                | توقفت عن أن تكون قرين | الوفاة | الزوج           |
| -------------------------- | ------------------------- | ----------------------------------- | ---------- | ------ | ------------------------ | --------------------- | ------ | --------------- |
|                            | Eustere of the Visigoths  | ألاريك الثاني                       | 488        | 511    | 511                      | ؟                     | 521    | Theuderic I     |
|                            | Suavegotha of Burgundy    | Sigismund، King of the Burgundians ‏ | 495/96/504 | 516/7  | 516/7                    | 534 وفاة الزوج        | 554    | Theuderic I     |
|                            | Wisigard of the Lombards ‏ | واكو ملك اللومبارد                  | ؟          | ؟      | 534 husband's كـcession  | ؟                     | ؟      | ثيوديبيرت الأول |
|                            | Deuteria                  | حضارة غالو-رومان descent            | ؟          | ؟      | ؟                        | 548 وفاة الزوج        | ؟      | ثيوديبيرت الأول |
|                            | Waldrada of the Lombards ‏ | واكو ملك اللومبارد                  | 531        | ؟      | 548؟ husband's كـcession | 555؟ وفاة الزوج       | 572    | ثيوديبالد ‏      |
| Kingdom pكـsed to Soissons |                           |                                     |            |        |                          |                       |        |                 |
| صور                        | الإسم                     | الأب                                | الميلاد    | الزواج | أصبح قرين                | توقفت عن أن تكون قرين | الوفاة | الزوج           |

### ملكة جميع الفرنجة (558-561)
| صور | الإسم                 | الأب                  | الميلاد | الزواج | أصبح قرين                | توقفت عن أن تكون قرين | الوفاة | الزوج        |
| --- | --------------------- | --------------------- | ------- | ------ | ------------------------ | --------------------- | ------ | ------------ |
|     | Aregund of Thuringia ‏ | Baderic of Thuringia ‏ | 515     | ؟      | 558 husband's كـcession  | 561 وفاة الزوج        | 573    | كلوتير الأول |
|     | Chunsina              | ؟                     | ؟       | ؟      | 558؟ husband's كـcession | 561؟ وفاة الزوج       | ؟      | كلوتير الأول |
| صور | الإسم                 | الأب                  | الميلاد | الزواج | أصبح قرين                | توقفت عن أن تكون قرين | الوفاة | الزوج        |

#### ملكة نيوستريا (سواسون، 561-613)
| صور | الإسم                        | الأب                                     | الميلاد | الزواج  | أصبح قرين               | توقفت عن أن تكون قرين                       | الوفاة            | الزوج          |
| --- | ---------------------------- | ---------------------------------------- | ------- | ------- | ----------------------- | ------------------------------------------- | ----------------- | -------------- |
|     | Audovera                     | ؟                                        | 525؟    | 549-558 | 561 husband's كـcession | ~567 repudiated                             | أكتوبر/نوفمبر 580 | شيلبيريك الأول |
|     | Galswintha of the Visigoths ‏ | Athanagild، Visigothic king of Hispania ‏ | 540     | 567     | 567                     | 568                                         | 568               | شيلبيريك الأول |
|     | فريدجوند                     | 539-553                                  | ؟       | 568     | 568                     | سبتمبر 584 وفاة الزوج - became queen regent | 8 ديسمبر 597      | شيلبيريك الأول |
|     | داجوبيرت الأول               | ؟                                        | 575/594 | ؟       | ؟                       | ؟                                           | 604/629           | كلوتير الثاني  |
|     | Bertrude                     | Wagon II، Count of Vermandois            | 582     | ؟613؟   | ؟613؟                   | 618/619                                     | 618/619           | كلوتير الثاني  |
|     | Sichilde                     | count Brunulphe II of the Ardennes       | 590     | ؟618؟   | ؟618؟                   | 627                                         | 627               |                |
| صور | الإسم                        | الأب                                     | الميلاد | الزواج  | أصبح قرين               | توقفت عن أن تكون قرين                       | الوفاة            | الزوج          |

#### ملكة باريس (561-567)
| صور                                                | الإسم               | الأب          | الميلاد | الزواج   | أصبح قرين | توقفت عن أن تكون قرين | الوفاة  | الزوج          |
| -------------------------------------------------- | ------------------- | ------------- | ------- | -------- | --------- | --------------------- | ------- | -------------- |
|                                                    | Ingoberga           |               | 519؟    | ؟        | ؟         | ؟ repudiated          | 589     | كاريبيرت الأول |
|                                                    | قائمة ملكات الفرنجة | a wool-carder | ؟       | بعد. 561 | بعد. 561  | ؟                     | ؟       | كاريبيرت الأول |
|                                                    | قائمة ملكات الفرنجة | a wool-carder | ؟       | بعد. 561 | بعد. 561  | ؟                     | قبل 567 | كاريبيرت الأول |
|                                                    | قائمة ملكات الفرنجة | a cowherd     | ؟       | بعد. 561 | بعد. 561  | ؟                     | 567     | كاريبيرت الأول |
| Partition between Neustria، Burgundy and Austrكـia |                     |               |         |          |           |                       |         |                |
| صور                                                | الإسم               | الأب          | الميلاد | الزواج   | أصبح قرين | توقفت عن أن تكون قرين | الوفاة  | الزوج          |

#### ملكة دو بورغوني (اورليان، 561-613)
| صور                                                    | الإسم                        | الأب                             | الميلاد | الزواج | أصبح قرين | توقفت عن أن تكون قرين | الوفاة   | الزوج            |
| ------------------------------------------------------ | ---------------------------- | -------------------------------- | ------- | ------ | --------- | --------------------- | -------- | ---------------- |
|                                                        | جونتران                      | a slave                          | ؟       | ؟      | ؟         | ؟                     | ؟        | جونتران          |
|                                                        | Marcatrude                   | Magnar (Magnacaire d'Outre-Jura) | ؟       | 565؟   | 565؟      | 566؟                  | 566؟     | جونتران          |
|                                                        | Austerchild                  | ؟                                | ؟       | 567    | 567       | بعد. 580              | بعد. 580 | جونتران          |
|                                                        | Faileube                     | ؟                                | ؟       | ؟      | ؟         | ؟                     | ؟        | شيلديبيرت الثاني |
|                                                        | Ermenberga of the Visigoths ‏ | Witteric، King of the Visigoths ‏ | ؟       | 606    | 606       | 607 repudiated        | ؟        | ثيودوريك الثاني  |
| United to Austrكـia in 612 and pكـsed Neustria in 613. |                              |                                  |         |        |           |                       |          |                  |
| صور                                                    | الإسم                        | الأب                             | الميلاد | الزواج | أصبح قرين | توقفت عن أن تكون قرين | الوفاة   | الزوج            |

#### ملكة أوستراسيا (ريمس وميتز، 561-613)
| صور                        | الإسم                       | الأب                               | الميلاد | الزواج | أصبح قرين | توقفت عن أن تكون قرين | الوفاة | الزوج            |
| -------------------------- | --------------------------- | ---------------------------------- | ------- | ------ | --------- | --------------------- | ------ | ---------------- |
|                            | Brunhilda of the Visigoths ‏ | Athanagild، King of the Visigoths ‏ | 543؟    | 567    | 567       | ديسمبر 575 وفاة الزوج | 613    | سيجيبيرت الأول   |
|                            | Faileube                    | ؟                                  | ؟       | ؟      | ؟         | ؟                     | ؟      | شيلديبيرت الثاني |
|                            | Bilichilde                  | Witteric، King of the Visigoths ‏   | ؟       | 608    | 608       | 610                   | 610    | ثيوديبيرت الثاني |
|                            | Théoudehilde                | ؟                                  | ؟       | ؟      | ؟         | ؟                     | ؟      | ثيوديبيرت الثاني |
| Pكـsed to Burgundy in 612. |                             |                                    |         |        |           |                       |        |                  |
| صور                        | الإسم                       | الأب                               | الميلاد | الزواج | أصبح قرين | توقفت عن أن تكون قرين | الوفاة | الزوج            |

### ملكة جميع الفرنجة (613-629)
| صور | الإسم    | الأب                          | الميلاد    | الزواج | أصبح قرين | توقفت عن أن تكون قرين    | الوفاة  | الزوج         |
| --- | -------- | ----------------------------- | ---------- | ------ | --------- | ------------------------ | ------- | ------------- |
|     | Bertrude | Wagon II، Count of Vermandois | 582        | ؟613؟  | ؟613؟     | 618/619                  | 618/619 | كلوتير الثاني |
|     | Sichilde | ؟                             | حوالي. 590 | 618    | 618       | 18 أكتوبر 629 وفاة الزوج | ap. 627 | كلوتير الثاني |
| صور | الإسم    | الأب                          | الميلاد    | الزواج | أصبح قرين | توقفت عن أن تكون قرين    | الوفاة  | الزوج         |

#### ملكة نيوستريا وبورغوني (629-691)
| صور                                                   | الإسم                   | الأب                   | الميلاد    | الزواج     | أصبح قرين                             | توقفت عن أن تكون قرين           | الوفاة       | الزوج                        |
| ----------------------------------------------------- | ----------------------- | ---------------------- | ---------- | ---------- | ------------------------------------- | ------------------------------- | ------------ | ---------------------------- |
|                                                       | قائمة ملكات الفرنجة     | ؟                      | 598        | 628        | 628                                   | 629 répudiée                    | بعد. 630     | داجوبيرت الأول               |
|                                                       | Nanthild the Saxon ‏     | ؟                      | حوالي. 610 | حوالي. 629 | حوالي. 629                            | 19 يناير 639 وفاة الزوج         | 642          | داجوبيرت الأول               |
|                                                       | قائمة ملكات الفرنجة     | ؟                      | 610؟       | ؟          | ؟                                     | ؟                               | ؟            | داجوبيرت الأول               |
|                                                       | قائمة ملكات الفرنجة     | ؟                      | ؟          | ؟          | ؟                                     | ؟                               | ؟            | داجوبيرت الأول               |
|                                                       | قائمة ملكات الفرنجة     | ؟                      | ؟          | ؟          | ؟                                     | ؟                               | ؟            | داجوبيرت الأول               |
|                                                       | Balthild                | Anglo-Saxon aristocrat | 626 أو 627 | 649        | 649                                   | 27 نوفمبر 655 أو 658 وفاة الزوج | 30 يناير 680 | كلوفيس الثاني                |
|                                                       | Amatilda                | ؟                      | ؟          | ؟          | ؟                                     | ؟                               | ؟            | كلوتير الثالث                |
|                                                       | Bilichild of Austrكـia ‏ | سيجيبيرت الثالث        | 654        | 668        | 673 invكـion of Neustria and Burgundy | 675                             | 675          | شيلديريك الثاني              |
|                                                       | قائمة ملكات الفرنجة     | Ansegisel              | 650        | 675        | 675                                   | 679 أصبحت ملكة كل الفرنجة       | 3 يونيو 699  | ثيودوريك الثالث [الإنجليزية] |
| United with Austrكـia to fأوm a single Frankish state |                         |                        |            |            |                                       |                                 |              |                              |
| صور                                                   | الإسم                   | الأب                   | الميلاد    | الزواج     | أصبح قرين                             | توقفت عن أن تكون قرين           | الوفاة       | الزوج                        |

#### ملكة أوستراسيا (623-679)
| صور                                                               | الإسم                   | الأب            | الميلاد    | الزواج     | أصبح قرين  | توقفت عن أن تكون قرين              | الوفاة      | الزوج                        |
| ----------------------------------------------------------------- | ----------------------- | --------------- | ---------- | ---------- | ---------- | ---------------------------------- | ----------- | ---------------------------- |
|                                                                   | قائمة ملكات الفرنجة     | ؟               | 598        | 628        | 628        | 629 répudiée                       | بعد. 630    | داجوبيرت الأول               |
|                                                                   | Nanthild the Saxon ‏     | ؟               | حوالي. 610 | حوالي. 629 | حوالي. 629 | حوالي. 629 kingdom went to stepson | 642         | داجوبيرت الأول               |
|                                                                   | قائمة ملكات الفرنجة     | ؟               | 610؟       | ؟          | ؟          | ؟                                  | ؟           | داجوبيرت الأول               |
|                                                                   | قائمة ملكات الفرنجة     | ؟               | ؟          | ؟          | ؟          | ؟                                  | ؟           | داجوبيرت الأول               |
|                                                                   | قائمة ملكات الفرنجة     | ؟               | ؟          | ؟          | ؟          | ؟                                  | ؟           | داجوبيرت الأول               |
|                                                                   | قائمة ملكات الفرنجة     | ؟               | ؟          | 647        | 647        | ؟                                  | ؟           | سيجيبيرت الثالث              |
|                                                                   | Amatilda                | ؟               | ؟          | ؟          | ؟          | ؟                                  | ؟           | كلوتير الثالث                |
|                                                                   | Bilichild of Austrكـia ‏ | سيجيبيرت الثالث | 654        | 668        | 668        | 675                                | 675         | شيلديريك الثاني              |
|                                                                   | قائمة ملكات الفرنجة     | Ansegisel       | 650        | 675        | 675        | 679 أصبحت ملكة كل الفرنجة          | 3 يونيو 699 | ثيودوريك الثالث [الإنجليزية] |
| United with Neustria and Burgundy to fأوm a single Frankish state |                         |                 |            |            |            |                                    |             |                              |
| صور                                                               | الإسم                   | الأب            | الميلاد    | الزواج     | أصبح قرين  | توقفت عن أن تكون قرين              | الوفاة      | الزوج                        |

#### الملكة بوردو (629-632)
| صور                                                                               | الإسم              | الأب             | الميلاد | الزواج | أصبح قرين                         | توقفت عن أن تكون قرين  | الوفاة | الزوج           |
| --------------------------------------------------------------------------------- | ------------------ | ---------------- | ------- | ------ | --------------------------------- | ---------------------- | ------ | --------------- |
|                                                                                   | Gisela of Gكـcony؟ | Amand of Gكـcony | ؟       | ؟      | 18 أكتوبر 629 husband's كـcession | 8 أبريل 632 وفاة الزوج | ؟      | كاريبيرت الثاني |
|                                                                                   | Fulberte؟          | ؟                | ؟       | ؟      | ؟                                 | ؟                      | ؟      | كاريبيرت الثاني |
| Kingdom pكـsed to Neustria and Burgundy in 632; dukes were appointed to Aquitaine |                    |                  |         |        |                                   |                        |        |                 |
| صور                                                                               | الإسم              | الأب             | الميلاد | الزواج | أصبح قرين                         | توقفت عن أن تكون قرين  | الوفاة | الزوج           |

### ملكة جميع الفرنجة (629-751)
| صور | الإسم                   | الأب | الميلاد                                                                                                 | الزواج                                                                                                  | أصبح قرين                                                                                               | توقفت عن أن تكون قرين                                                                                   | الوفاة                                                                                                  | الزوج                        |
| --- | ----------------------- | --- | --- | --- | --- | --- | --- | ---------------------------- |
|     | قائمة ملكات الفرنجة     | ؟ | 598 | 628 | 628 | 629 répudiée                                                                                            | بعد. 630                                                                                                | داجوبيرت الأول               |
|     | Nanthild the Saxon ‏     | ؟ | حوالي. 610                                                                                              | حوالي. 629                                                                                              | حوالي. 629                                                                                              | 634 kingdom partitioned                                                                                 | 642 | داجوبيرت الأول               |
|     | قائمة ملكات الفرنجة     | ؟ | 610؟ | ؟ | ؟ | ؟ | ؟ | داجوبيرت الأول               |
|     | قائمة ملكات الفرنجة     | ؟ | ؟ | ؟ | ؟ | ؟ | ؟ | داجوبيرت الأول               |
|     | قائمة ملكات الفرنجة     | ؟ | ؟ | ؟ | ؟ | ؟ | ؟ | داجوبيرت الأول               |
|     | Amatilda                | ؟ | ؟ | ؟ | 661 husband's كـcession                                                                                 | 662 husband loses Austrكـia                                                                             | ؟ | كلوتير الثالث                |
|     | Bilichild of Austrكـia ‏ | سيجيبيرت الثالث                                                                                         | 654 | 668 | 673 husband's كـcession                                                                                 | 675 | 675 | شيلديريك الثاني              |
|     | قائمة ملكات الفرنجة     | Ansegisel                                                                                               | 650 | 675 | 679 husband's كـcession                                                                                 | 691 وفاة الزوج                                                                                          | 3 يونيو 699                                                                                             | ثيودوريك الثالث [الإنجليزية] |
|     | شيلديبيرت الثالث        | Most likely this a fabricated name of the unnamed wife of Childebert III and mother of داجوبيرت الثالث. | Most likely this a fabricated name of the unnamed wife of Childebert III and mother of داجوبيرت الثالث. | Most likely this a fabricated name of the unnamed wife of Childebert III and mother of داجوبيرت الثالث. | Most likely this a fabricated name of the unnamed wife of Childebert III and mother of داجوبيرت الثالث. | Most likely this a fabricated name of the unnamed wife of Childebert III and mother of داجوبيرت الثالث. | Most likely this a fabricated name of the unnamed wife of Childebert III and mother of داجوبيرت الثالث. | شيلديبيرت الرابع             |
|     | Ermenchilde             | (حوالي. 680 — حوالي. 696). غير معروف                                                                    | (حوالي. 680 — حوالي. 696). غير معروف                                                                    | (حوالي. 680 — حوالي. 696). غير معروف                                                                    | (حوالي. 680 — حوالي. 696). غير معروف                                                                    | (حوالي. 680 — حوالي. 696). غير معروف                                                                    | (حوالي. 680 — حوالي. 696). غير معروف                                                                    | كلوفيس الرابع                |
|     | Ermenchilde             | غير معروف                                                                                               | غير معروف                                                                                               | غير معروف                                                                                               | غير معروف                                                                                               | غير معروف                                                                                               | غير معروف                                                                                               | شيلديبيرت الرابع             |
|     | Clotilde de Saxe        | غير معروف                                                                                               | غير معروف                                                                                               | غير معروف                                                                                               | غير معروف                                                                                               | غير معروف                                                                                               | غير معروف                                                                                               | داجوبيرت الثالث              |
|     | Chrotaudis              | غير معروف                                                                                               | غير معروف                                                                                               | غير معروف                                                                                               | غير معروف                                                                                               | غير معروف                                                                                               | غير معروف                                                                                               | شيلبيريك الثاني              |
|     | Gisele                  | ؟ | 715 | ؟ | 743 husband's كـcession                                                                                 | 751 وفاة الزوج                                                                                          | 755 | شيلديريك الثالث              |
| صور | الإسم                   | الأب | الميلاد                                                                                                 | الزواج                                                                                                  | أصبح قرين                                                                                               | توقفت عن أن تكون قرين                                                                                   | الوفاة                                                                                                  | الزوج                        |

## سلالةالكارولنجيون(751-987)

### ملكة الفرنجة (751-843)
| صور | الإسم                     | الأب                                        | الميلاد | الزواج | أصبح قرين | توقفت عن أن تكون قرين    | الوفاة          | الزوج                    |
| --- | ------------------------- | ------------------------------------------- | ------- | --- | --- | ------------------------ | --------------- | ------------------------ |
|     | بارترايد دو لو            | Caribert، Count of Laon ‏                    | 710/27  | 740 | نوفمبر 751 كـ sole-Queen consأوt of the Franks                                                                 | 24 سبتمبر 768 وفاة الزوج | 12 يوليو 783    | بيبان القصير             |
|     | Gerberga                  | ؟                                           | ؟       | ؟ | 24 سبتمبر 768 كـ co-Queen consأوt of the Franks                                                                | 4 ديسمبر 771 وفاة الزوج  | ؟               | كارلومان الأول ملك فرنسا |
|     | Gerperga of the Lombards ‏ | ديسيديريوس ملك اللومبارد                    | ؟       | 770 كـ co-Queen consأوt of the Franks                                                                          | 770 كـ co-Queen consأوt of the Franks                                                                          | 771 repuditated          | ؟               | شارلمان                  |
|     | هيلدغارد من فينزغاو       | Gerold of Vinzgouw                          | 758     | 771 كـ sole-Queen consأوt of the Franks 774 كـ Queen consأوt the Lombards 781 كـ co-Queen consأوt the Lombards | 771 كـ sole-Queen consأوt of the Franks 774 كـ Queen consأوt the Lombards 781 كـ co-Queen consأوt the Lombards | 30 أبريل 783             | 30 أبريل 783    | شارلمان                  |
|     | Fكـtrada de Franconie ‏    | Raoul III de Franconie et d'Aéda de Bavière | 765     | 784 كـ sole-Queen consأوt of the Franks and co-Queen consأوt the Lombards                                      | 784 كـ sole-Queen consأوt of the Franks and co-Queen consأوt the Lombards                                      | 10 أكتوبر 794            | 10 أكتوبر 794   | شارلمان                  |
|     | Luitgard de Sundgau ‏      | Luitfrid II، Count of Sundgau               | 776     | 794 كـ sole-Queen consأوt of the Franks and co-Queen consأوt the Lombards                                      | 794 كـ sole-Queen consأوt of the Franks and co-Queen consأوt the Lombards                                      | 4 يونيو 800              | 4 يونيو 800     | شارلمان                  |
|     | إرمينغارد من هيسباي       | Ingerman، Count of Hesbaye ‏                 | 778     | 794/5 | 813 كـ إمبراطورة الرومانية المقدسة and Queen consأوt of the Franks 817 كـ seniأو إمبراطورة الرومانية المقدسة   | 3 أكتوبر 818             | 3 أكتوبر 818    | لويس الأول               |
|     | جوديث من بافاريا          | فلف                                         | 805     | 819 كـ seniأو إمبراطورة الرومانية المقدسة and Queen consأوt of the Franks                                      | 819 كـ seniأو إمبراطورة الرومانية المقدسة and Queen consأوt of the Franks                                      | 20 يونيو 840 وفاة الزوج  | 19/23 أبريل 843 | لويس الأول               |
| صور | الإسم                     | الأب                                        | الميلاد | الزواج | أصبح قرين | توقفت عن أن تكون قرين    | الوفاة          | الزوج                    |

#### ملكة الفرنجة (843-987)
| غرب فرنسا | غرب فرنسا | غرب فرنسا | وسط فرنسا | وسط فرنسا | وسط فرنسا | وسط فرنسا | شرق فرنسا | شرق فرنسا | شرق فرنسا | قائمة ملوك الفرنجة                                                      |
| --- | --- | --- | --- | --- | --- | --- | --- | --- | --- | ----------------------------------------------------------------------- |
| Ermentrude of أوléans ‏ ملكة آكيتاين: 842–855 كـملكة الفرنجة الشرقية: 843–869                                             | Ermentrude of أوléans ‏ ملكة آكيتاين: 842–855 كـملكة الفرنجة الشرقية: 843–869                                             | Ermentrude of أوléans ‏ ملكة آكيتاين: 842–855 كـملكة الفرنجة الشرقية: 843–869                                             | Ermengarde of Tours ملكة إيطاليا: 818–844 ملكة الفرنجة الوسطى: 843–851 إمبراطورة الرومانية المقدسة: 821–851              | Ermengarde of Tours ملكة إيطاليا: 818–844 ملكة الفرنجة الوسطى: 843–851 إمبراطورة الرومانية المقدسة: 821–851              | Ermengarde of Tours ملكة إيطاليا: 818–844 ملكة الفرنجة الوسطى: 843–851 إمبراطورة الرومانية المقدسة: 821–851                                                            | Ermengarde of Tours ملكة إيطاليا: 818–844 ملكة الفرنجة الوسطى: 843–851 إمبراطورة الرومانية المقدسة: 821–851                                                            | هيما ‏ ملكة بافاريا: 817–843 كـ ملكة الفرنجة الشرقية: 843–876 | هيما ‏ ملكة بافاريا: 817–843 كـ ملكة الفرنجة الشرقية: 843–876 | هيما ‏ ملكة بافاريا: 817–843 كـ ملكة الفرنجة الشرقية: 843–876 | شارل الأصلع لوثر الأول لودفيغ الجرماني                                  |
| Ermentrude of أوléans ‏ ملكة آكيتاين: 842–855 كـملكة الفرنجة الشرقية: 843–869                                             | Ermentrude of أوléans ‏ ملكة آكيتاين: 842–855 كـملكة الفرنجة الشرقية: 843–869                                             | Ermentrude of أوléans ‏ ملكة آكيتاين: 842–855 كـملكة الفرنجة الشرقية: 843–869                                             | Engelberga of Parma ‏ ملكة إيطاليا: 851–875 إمبراطورة الرومانية المقدسة: 850–875                                          | Engelberga of Parma ‏ ملكة إيطاليا: 851–875 إمبراطورة الرومانية المقدسة: 850–875                                          | Teutberga ملكة لوثارينجيا: 855–869 | Teutberga ملكة لوثارينجيا: 855–869 | هيما ‏ ملكة بافاريا: 817–843 كـ ملكة الفرنجة الشرقية: 843–876 | هيما ‏ ملكة بافاريا: 817–843 كـ ملكة الفرنجة الشرقية: 843–876 | هيما ‏ ملكة بافاريا: 817–843 كـ ملكة الفرنجة الشرقية: 843–876 | شارل الأصلع لويس الثاني ملك إيطاليا لوثر الثاني لودفيغ الجرماني         |
| Richilde of Provence ملكة الفرنجة الغربية: 870–877 ملكة إيطاليا: 875–877 إمبراطورة الرومانية المقدسة: 875–877            | Richilde of Provence ملكة الفرنجة الغربية: 870–877 ملكة إيطاليا: 875–877 إمبراطورة الرومانية المقدسة: 875–877            | Richilde of Provence ملكة الفرنجة الغربية: 870–877 ملكة إيطاليا: 875–877 إمبراطورة الرومانية المقدسة: 875–877            | Richilde of Provence ملكة الفرنجة الغربية: 870–877 ملكة إيطاليا: 875–877 إمبراطورة الرومانية المقدسة: 875–877            | Richilde of Provence ملكة الفرنجة الغربية: 870–877 ملكة إيطاليا: 875–877 إمبراطورة الرومانية المقدسة: 875–877            | هيما ‏ ملكة بافاريا: 817–843 كـ ملكة الفرنجة الشرقية: 843–876 | هيما ‏ ملكة بافاريا: 817–843 كـ ملكة الفرنجة الشرقية: 843–876 | هيما ‏ ملكة بافاريا: 817–843 كـ ملكة الفرنجة الشرقية: 843–876 | هيما ‏ ملكة بافاريا: 817–843 كـ ملكة الفرنجة الشرقية: 843–876 | هيما ‏ ملكة بافاريا: 817–843 كـ ملكة الفرنجة الشرقية: 843–876 | شارل الأصلع لودفيغ الجرماني                                             |
| Adelaide of Friuli ملكة الفرنجة الغربية: 877–879                                                                         | Adelaide of Friuli ملكة الفرنجة الغربية: 877–879                                                                         | Adelaide of Friuli ملكة الفرنجة الغربية: 877–879                                                                         | Adelaide of Friuli ملكة الفرنجة الغربية: 877–879                                                                         | Adelaide of Friuli ملكة الفرنجة الغربية: 877–879                                                                         | Liutgard of Saxony ملكة ساكسونيا: 879–882 ملكة بافاريا: 880–882 كـ ملكة الفرنجة الشرقية: 880–882                                                                       | Liutgard of Saxony ملكة ساكسونيا: 879–882 ملكة بافاريا: 880–882 كـ ملكة الفرنجة الشرقية: 880–882                                                                       | Liutgard of Saxony ملكة ساكسونيا: 879–882 ملكة بافاريا: 880–882 كـ ملكة الفرنجة الشرقية: 880–882                                                                       | Liutgard of Saxony ملكة ساكسونيا: 879–882 ملكة بافاريا: 880–882 كـ ملكة الفرنجة الشرقية: 880–882                                                                       | Liutgard of Saxony ملكة ساكسونيا: 879–882 ملكة بافاريا: 880–882 كـ ملكة الفرنجة الشرقية: 880–882                                                                       | لويس الثاني ملك فرنسا Louis III ‏                                        |
| Richardis of Swabia ‏ إمبراطورة الرومانية المقدسة: 881–888 كـ ملكة الفرنجة الشرقية: 882–887 ملكة الفرنجة الغربية: 884–888 | Richardis of Swabia ‏ إمبراطورة الرومانية المقدسة: 881–888 كـ ملكة الفرنجة الشرقية: 882–887 ملكة الفرنجة الغربية: 884–888 | Richardis of Swabia ‏ إمبراطورة الرومانية المقدسة: 881–888 كـ ملكة الفرنجة الشرقية: 882–887 ملكة الفرنجة الغربية: 884–888 | Richardis of Swabia ‏ إمبراطورة الرومانية المقدسة: 881–888 كـ ملكة الفرنجة الشرقية: 882–887 ملكة الفرنجة الغربية: 884–888 | Richardis of Swabia ‏ إمبراطورة الرومانية المقدسة: 881–888 كـ ملكة الفرنجة الشرقية: 882–887 ملكة الفرنجة الغربية: 884–888 | Richardis of Swabia ‏ إمبراطورة الرومانية المقدسة: 881–888 كـ ملكة الفرنجة الشرقية: 882–887 ملكة الفرنجة الغربية: 884–888                                               | Richardis of Swabia ‏ إمبراطورة الرومانية المقدسة: 881–888 كـ ملكة الفرنجة الشرقية: 882–887 ملكة الفرنجة الغربية: 884–888                                               | Richardis of Swabia ‏ إمبراطورة الرومانية المقدسة: 881–888 كـ ملكة الفرنجة الشرقية: 882–887 ملكة الفرنجة الغربية: 884–888                                               | Richardis of Swabia ‏ إمبراطورة الرومانية المقدسة: 881–888 كـ ملكة الفرنجة الشرقية: 882–887 ملكة الفرنجة الغربية: 884–888                                               | Richardis of Swabia ‏ إمبراطورة الرومانية المقدسة: 881–888 كـ ملكة الفرنجة الشرقية: 882–887 ملكة الفرنجة الغربية: 884–888                                               | شارل البدين                                                             |
| Théodrate of Troyes ملكة الفرنجة الغربية: 888–898                                                                        | Théodrate of Troyes ملكة الفرنجة الغربية: 888–898                                                                        | Théodrate of Troyes ملكة الفرنجة الغربية: 888–898                                                                        | Théodrate of Troyes ملكة الفرنجة الغربية: 888–898                                                                        | Théodrate of Troyes ملكة الفرنجة الغربية: 888–898                                                                        | Ota كـ ملكة الفرنجة الشرقية: 888–899 ملكة إيطاليا: 896–899 إمبراطورة الرومانية المقدسة: 896–899                                                                        | Ota كـ ملكة الفرنجة الشرقية: 888–899 ملكة إيطاليا: 896–899 إمبراطورة الرومانية المقدسة: 896–899                                                                        | Ota كـ ملكة الفرنجة الشرقية: 888–899 ملكة إيطاليا: 896–899 إمبراطورة الرومانية المقدسة: 896–899                                                                        | Ota كـ ملكة الفرنجة الشرقية: 888–899 ملكة إيطاليا: 896–899 إمبراطورة الرومانية المقدسة: 896–899                                                                        | Ota كـ ملكة الفرنجة الشرقية: 888–899 ملكة إيطاليا: 896–899 إمبراطورة الرومانية المقدسة: 896–899                                                                        | أود ملك فرنسا أرنولف من كارينثيا                                        |
| Frederonne ملكة الفرنجة الغربية: 907–917                                                                                 | Frederonne ملكة الفرنجة الغربية: 907–917                                                                                 | Frederonne ملكة الفرنجة الغربية: 907–917                                                                                 | Frederonne ملكة الفرنجة الغربية: 907–917                                                                                 | Frederonne ملكة الفرنجة الغربية: 907–917                                                                                 | كونيغوند من شوابيا ‏ كـ ملكة الفرنجة الشرقية: 913–918 دوقة فرنكونيا: 913–918                                                                                            | كونيغوند من شوابيا ‏ كـ ملكة الفرنجة الشرقية: 913–918 دوقة فرنكونيا: 913–918                                                                                            | كونيغوند من شوابيا ‏ كـ ملكة الفرنجة الشرقية: 913–918 دوقة فرنكونيا: 913–918                                                                                            | كونيغوند من شوابيا ‏ كـ ملكة الفرنجة الشرقية: 913–918 دوقة فرنكونيا: 913–918                                                                                            | كونيغوند من شوابيا ‏ كـ ملكة الفرنجة الشرقية: 913–918 دوقة فرنكونيا: 913–918                                                                                            | شارل الثالث ملك فرنسا كونراد الأول                                      |
| Eadgifu of England ملكة الفرنجة الغربية: 919–922                                                                         | Eadgifu of England ملكة الفرنجة الغربية: 919–922                                                                         | Eadgifu of England ملكة الفرنجة الغربية: 919–922                                                                         | Eadgifu of England ملكة الفرنجة الغربية: 919–922                                                                         | Eadgifu of England ملكة الفرنجة الغربية: 919–922                                                                         | القديسة ماتيلدا كـ ملكة الفرنجة الشرقية: 919–936 دوقة ساكسونيا : 912–936                                                                                               | القديسة ماتيلدا كـ ملكة الفرنجة الشرقية: 919–936 دوقة ساكسونيا : 912–936                                                                                               | القديسة ماتيلدا كـ ملكة الفرنجة الشرقية: 919–936 دوقة ساكسونيا : 912–936                                                                                               | القديسة ماتيلدا كـ ملكة الفرنجة الشرقية: 919–936 دوقة ساكسونيا : 912–936                                                                                               | القديسة ماتيلدا كـ ملكة الفرنجة الشرقية: 919–936 دوقة ساكسونيا : 912–936                                                                                               | شارل الثالث ملك فرنسا روبير الأول ملك فرنسا راؤول ملك فرنسا هنري الصياد |
| بياتريس من فرماندوا ملكة الفرنجة الغربية: 922–923                                                                        | | | | | القديسة ماتيلدا كـ ملكة الفرنجة الشرقية: 919–936 دوقة ساكسونيا : 912–936                                                                                               | القديسة ماتيلدا كـ ملكة الفرنجة الشرقية: 919–936 دوقة ساكسونيا : 912–936                                                                                               | القديسة ماتيلدا كـ ملكة الفرنجة الشرقية: 919–936 دوقة ساكسونيا : 912–936                                                                                               | القديسة ماتيلدا كـ ملكة الفرنجة الشرقية: 919–936 دوقة ساكسونيا : 912–936                                                                                               | القديسة ماتيلدا كـ ملكة الفرنجة الشرقية: 919–936 دوقة ساكسونيا : 912–936                                                                                               | شارل الثالث ملك فرنسا روبير الأول ملك فرنسا راؤول ملك فرنسا هنري الصياد |
| Emma of France ملكة الفرنجة الغربية: 923–934                                                                             | | | | | القديسة ماتيلدا كـ ملكة الفرنجة الشرقية: 919–936 دوقة ساكسونيا : 912–936                                                                                               | القديسة ماتيلدا كـ ملكة الفرنجة الشرقية: 919–936 دوقة ساكسونيا : 912–936                                                                                               | القديسة ماتيلدا كـ ملكة الفرنجة الشرقية: 919–936 دوقة ساكسونيا : 912–936                                                                                               | القديسة ماتيلدا كـ ملكة الفرنجة الشرقية: 919–936 دوقة ساكسونيا : 912–936                                                                                               | القديسة ماتيلدا كـ ملكة الفرنجة الشرقية: 919–936 دوقة ساكسونيا : 912–936                                                                                               | شارل الثالث ملك فرنسا روبير الأول ملك فرنسا راؤول ملك فرنسا هنري الصياد |
| غربيرغا من ساكسونيا ملكة الفرنجة الغربية: 939–954                                                                        | غربيرغا من ساكسونيا ملكة الفرنجة الغربية: 939–954                                                                        | غربيرغا من ساكسونيا ملكة الفرنجة الغربية: 939–954                                                                        | غربيرغا من ساكسونيا ملكة الفرنجة الغربية: 939–954                                                                        | غربيرغا من ساكسونيا ملكة الفرنجة الغربية: 939–954                                                                        | بعد. بعد وفاة هاينريش، the lكـt ملك كـ ملكة الفرنجة الشرقية، the only remaining Frankish kings were in Western Francia، which would become the modern state of France. | بعد. بعد وفاة هاينريش، the lكـt ملك كـ ملكة الفرنجة الشرقية، the only remaining Frankish kings were in Western Francia، which would become the modern state of France. | بعد. بعد وفاة هاينريش، the lكـt ملك كـ ملكة الفرنجة الشرقية، the only remaining Frankish kings were in Western Francia، which would become the modern state of France. | بعد. بعد وفاة هاينريش، the lكـt ملك كـ ملكة الفرنجة الشرقية، the only remaining Frankish kings were in Western Francia، which would become the modern state of France. | بعد. بعد وفاة هاينريش، the lكـt ملك كـ ملكة الفرنجة الشرقية، the only remaining Frankish kings were in Western Francia، which would become the modern state of France. | لويس الرابع ملك فرنسا                                                   |
| Emma of Italy ملكة الفرنجة الغربية: 965–986                                                                              | Emma of Italy ملكة الفرنجة الغربية: 965–986                                                                              | Emma of Italy ملكة الفرنجة الغربية: 965–986                                                                              | Emma of Italy ملكة الفرنجة الغربية: 965–986                                                                              | Emma of Italy ملكة الفرنجة الغربية: 965–986                                                                              | بعد. بعد وفاة هاينريش، the lكـt ملك كـ ملكة الفرنجة الشرقية، the only remaining Frankish kings were in Western Francia، which would become the modern state of France. | بعد. بعد وفاة هاينريش، the lكـt ملك كـ ملكة الفرنجة الشرقية، the only remaining Frankish kings were in Western Francia، which would become the modern state of France. | بعد. بعد وفاة هاينريش، the lكـt ملك كـ ملكة الفرنجة الشرقية، the only remaining Frankish kings were in Western Francia، which would become the modern state of France. | بعد. بعد وفاة هاينريش، the lكـt ملك كـ ملكة الفرنجة الشرقية، the only remaining Frankish kings were in Western Francia، which would become the modern state of France. | بعد. بعد وفاة هاينريش، the lكـt ملك كـ ملكة الفرنجة الشرقية، the only remaining Frankish kings were in Western Francia، which would become the modern state of France. | لوثير ملك فرنسا                                                         |
| Adelaide of Anjou ملكة آكيتاين: 980–982                                                                                  | Adelaide of Anjou ملكة آكيتاين: 980–982                                                                                  | Adelaide of Anjou ملكة آكيتاين: 980–982                                                                                  | Adelaide of Anjou ملكة آكيتاين: 980–982                                                                                  | Adelaide of Anjou ملكة آكيتاين: 980–982                                                                                  | بعد. بعد وفاة هاينريش، the lكـt ملك كـ ملكة الفرنجة الشرقية، the only remaining Frankish kings were in Western Francia، which would become the modern state of France. | بعد. بعد وفاة هاينريش، the lكـt ملك كـ ملكة الفرنجة الشرقية، the only remaining Frankish kings were in Western Francia، which would become the modern state of France. | بعد. بعد وفاة هاينريش، the lكـt ملك كـ ملكة الفرنجة الشرقية، the only remaining Frankish kings were in Western Francia، which would become the modern state of France. | بعد. بعد وفاة هاينريش، the lكـt ملك كـ ملكة الفرنجة الشرقية، the only remaining Frankish kings were in Western Francia، which would become the modern state of France. | بعد. بعد وفاة هاينريش، the lكـt ملك كـ ملكة الفرنجة الشرقية، the only remaining Frankish kings were in Western Francia، which would become the modern state of France. | لويس الخامس ملك فرنسا                                                   |
| ملكات غرب فرنسا | ملكات غرب فرنسا | ملكات غرب فرنسا | ملكات وسط فرنسا | ملكات وسط فرنسا | ملكات وسط فرنسا | ملكات وسط فرنسا | ملكات شرق فرنسا | ملكات شرق فرنسا | ملكات شرق فرنسا | الزوج                                                                   |